# Opéra de Vichy
Le palais des congrès-opéra de Vichy est un ensemble qui abrite un palais des congrès et un opéra situé à Vichy dans le département de l'Allier. Opéra unique en France avec son architecture Art nouveau, il présente une décoration déclinée dans une harmonie d'or, d'ivoire et de jaune. La salle peut accueillir 1 482 spectateurs. 
L'opéra de Vichy propose une programmation à l'année : la Saison (de septembre à mai) présente un programme pluridisciplinaire : théâtre, danse, opéra, humour, concerts, etc. Depuis 2018, une programmation estivale en juillet et août aux consonances lyriques, symphoniques, jazz, danse, pop rock, musiques du monde se déroule dans la salle de l'opéra de Vichy, dans les communes de Vichy Communauté, dans les rues de Vichy, au kiosque à musique et même au bord de l'eau.
Depuis octobre 2017, Martin Kubich est directeur de la Culture de la ville de Vichy et de Vichy Culture qui regroupe l'opéra, le centre culturel de Vichy et le service des expositions ; il prend ainsi la succession de Diane Polya-Zeitline.

## Situation
L'ensemble — Palais des congrès et Opéra — se trouve entre le quartier thermal et le centre-ville et marque, avec le Grand Café, l'extrémité sud du parc des Sources, parc central de la ville.

## Histoire
Le premier casino fut construit à la demande de Napoléon III en 1864-1865 par l'architecte Charles Badger, architecte de la Compagnie fermière de Vichy, le décor sculpté est dû à Albert-Ernest Carrier-Belleuse, et les peintures à Jules Petit. Il est inauguré le 2 juillet 1865. Il dispose alors d'une salle de théâtre. Mais son aspect démodé et l'insuffisance des services qu'il peut proposer font qu'il est étendu au début du XXe siècle, à l'emplacement du kiosque à musique de 1866, celui est déplacé sur la place de la République (il sera détruit en 1935 pour la construction de la Poste). L'ancien théâtre est alors converti en salle de jeu (aujourd'hui transformé en grand auditorium du palais des congrès).
Aïda, de Verdi, était le premier opéra donné en inauguration du théâtre. Inauguré d'abord le 2 juin 1901, l'intégralité de cet édifice ne le sera que le 31 mars 1903, après l'achèvement des décorations intérieures de l'opéra, avec l'appui des architectes Charles Le Cœur et Lucien Woog.

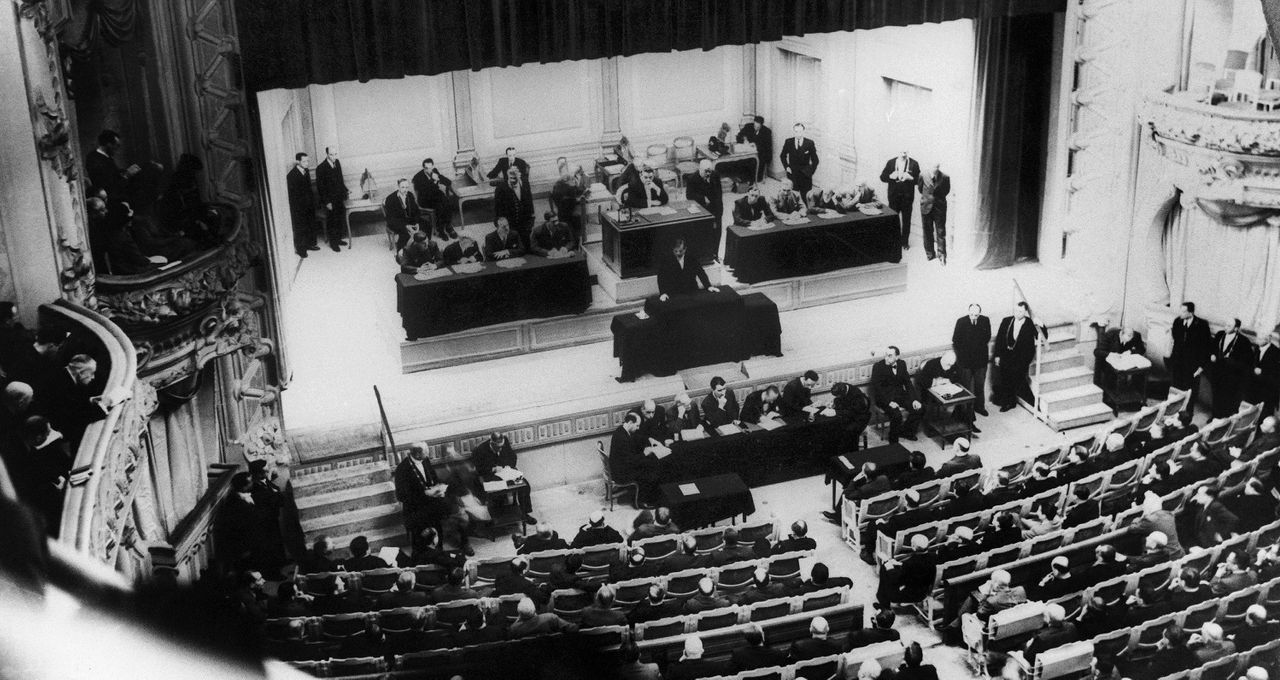
Vote des pleins pouvoirs au maréchal Pétain, le 10 juillet 1940.

Vichy était connue entre 1901 et 1964 sous le nom de « capitale d'été de la musique ». Dans les années 1930, plus de 90 représentations étaient données chaque été. En juillet 1940, après la défaite française au début de la Seconde Guerre mondiale, le gouvernement Pétain s'installe à Vichy et la salle de l'opéra est le théâtre du vote des pleins pouvoirs au maréchal Pétain par les parlementaires, inaugurant le régime collaborationniste dit « de Vichy ».
Dans la seconde moitié du XXe siècle, outre le déclin du thermalisme et donc des visiteurs, l'activité de l'opéra va aussi diminuer, avec la disparition des orchestres et des troupes en résidence.
Un incendie ravage l'opéra en 1986. La ville de Vichy acquiert l'édifice l'année suivante et le restaure en 1995, profitant des travaux pour installer le chauffage dans l'opéra et ainsi permettre d'ouvrir une saison d'hiver. L'édifice est inscrit aux monuments historiques le 13 août 1991, notamment pour le hall d'entrée et la grande galerie et classé le 18 mars 1996 pour la salle du théâtre avec les galeries et le vestibule, les salles et les déambulatoires de l'ancienne salle de jeux.

## Architecture

### Opéra (le Théâtre)
La salle a une capacité de 1 482 sièges avec une scène de 11 × 9 mètres pour 15 de profondeur. C'est la plus grande salle de France après l'opéra Garnier à son inauguration, et la seule de style Art nouveau en France.
Elle est décorée par le peintre polonais Léon Rudnicki. La voûte de la coupole du dôme est ornée de visages d'artistes : Sarah Bernhardt, Réjane, Coquelin, Cléo de Mérode, Mounet-Sully. Les ferronneries, les trois portes, balustrades et rampes, sont d'Émile Robert. Pierre Seguin est choisi pour la réalisation des sculptures qui ornent la façade de l’édifice ; on y repère Colombine et Arlequin ou deux masques sculptés inspirés de l’Égypte et de la Mésopotamie aux angles supérieurs. Ce sculpteur est également mentionné pour la salle qui présente, dans une harmonie or et ivoire, une merveilleuse décoration de masques, de lyres, de visages et de fleurs,,,.

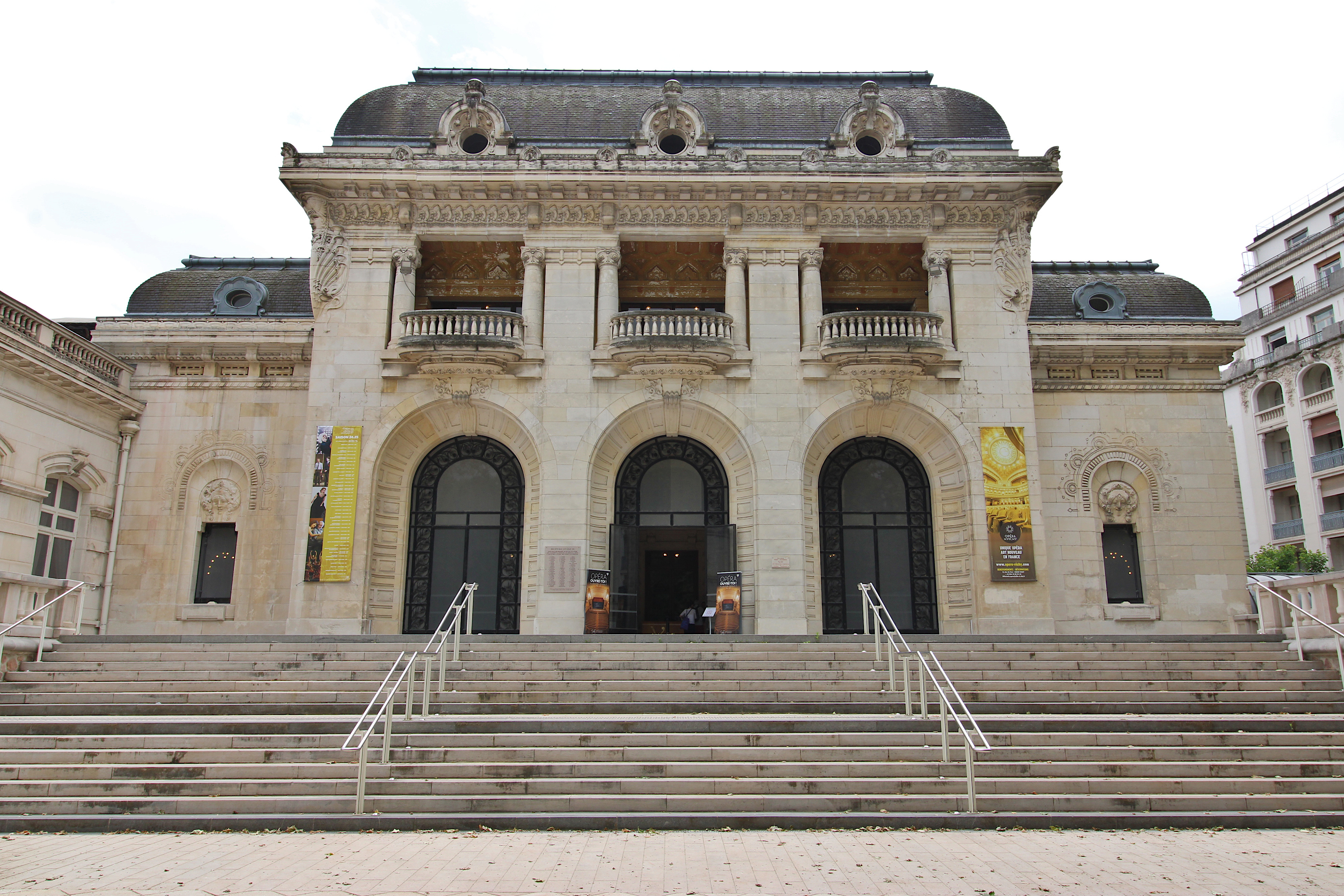
Façade.
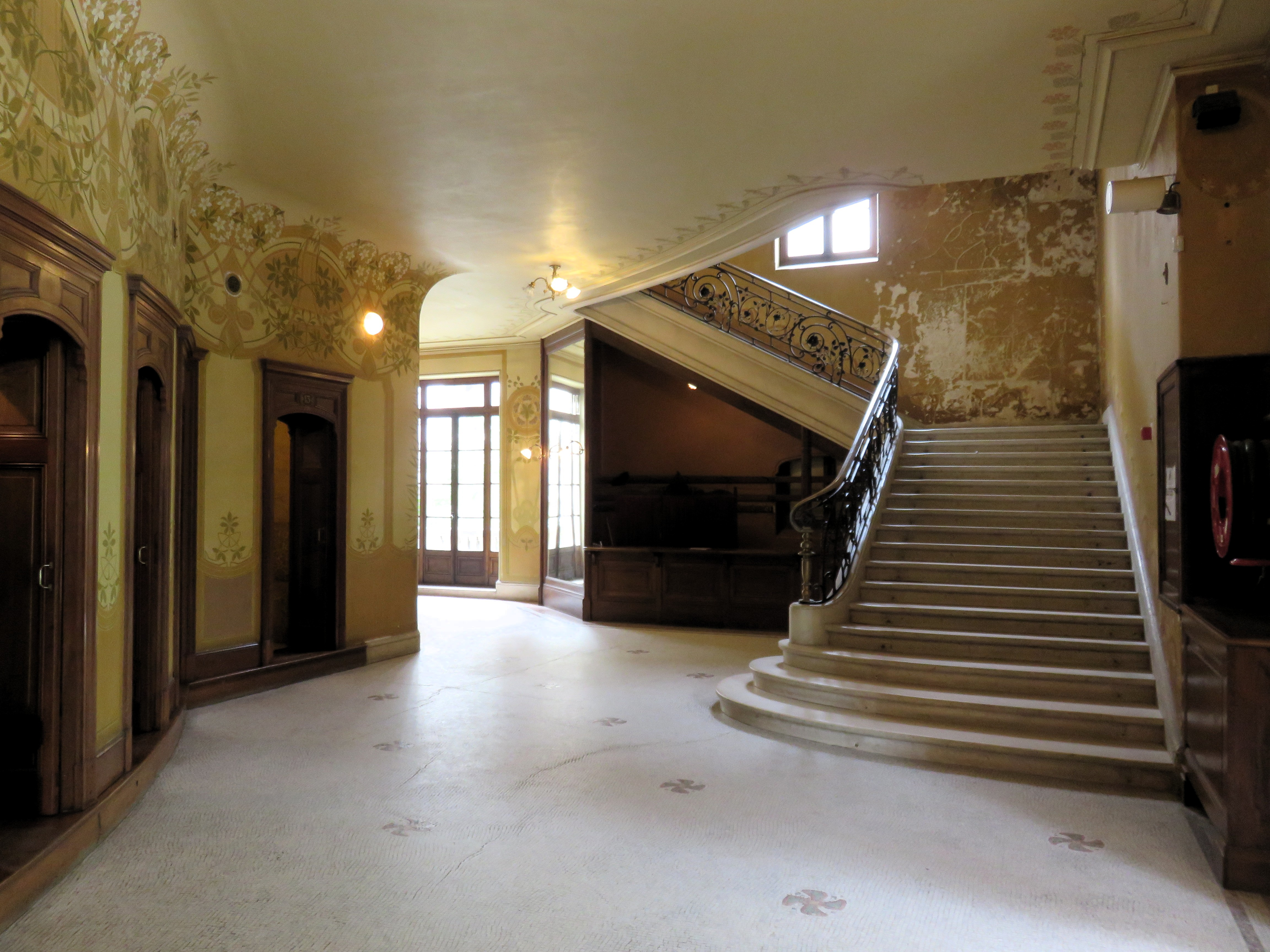
Couloirs.
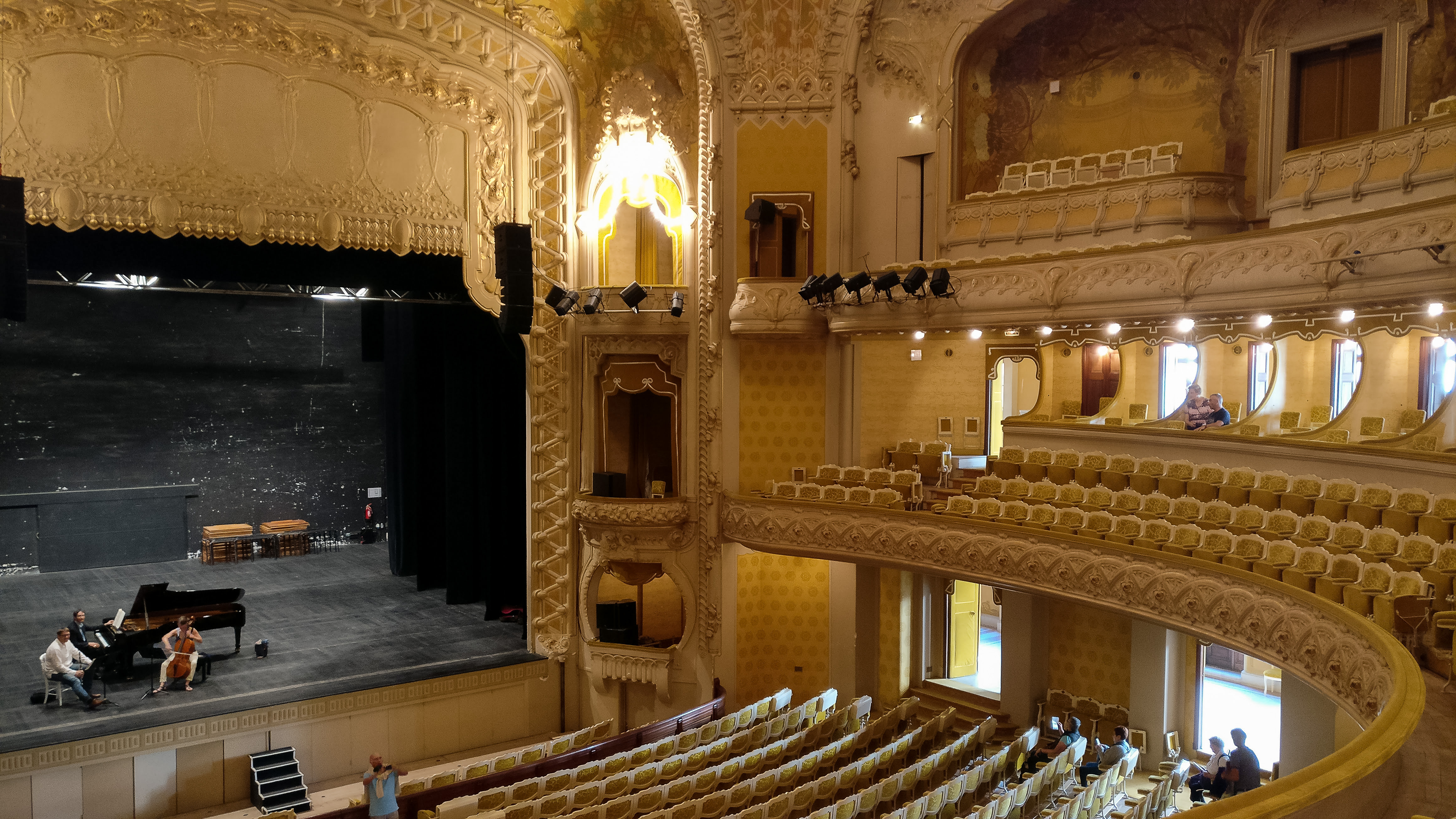
Scène et balcon.
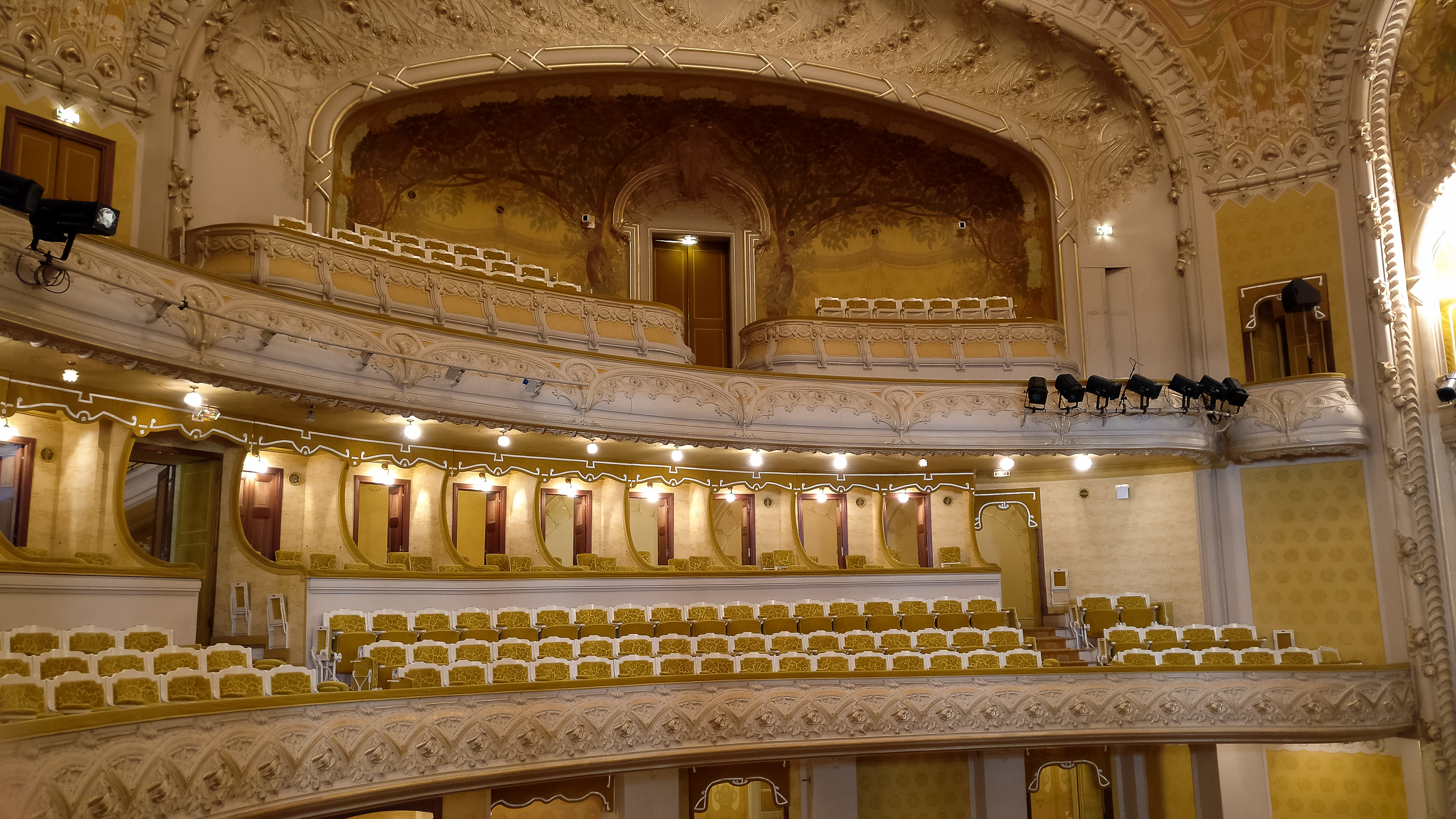
Balcons.

### Palais des congrès (le grand casino)
Un palais des congrès est aménagé à la place de l'ancien casino. Il est inauguré le 22 septembre 1995. S'étendant sur 18 000 m2, de nouvelles salles sont creusées dans les sous-sols : la salle Albert-Londres avec un mur de lumière de Mickaël Prentice et l'espace Sévigné de 1 200 m2 et 1 000 couverts s'avançant sous la terrasse. Le théâtre d'origine, qui avait été transformé en salle de jeux, est reconstruit en auditorium (496 places) nommé Eugénie. Le salon Berlioz (verrière de Francis Chigot) peut recevoir 400 couverts et le salon Napoléon 270 couverts. La construction a duré dix mois, avec 150 à 210 ouvriers sur le chantier. Propriétaire des lieux depuis 1987, la municipalité donne le nom « Palais des congrès-Opéra » à l'ensemble.
L'office de tourisme organise, depuis 2005, des visites guidées et l'opéra est souvent ouvert au public pour des visites simples non guidées.

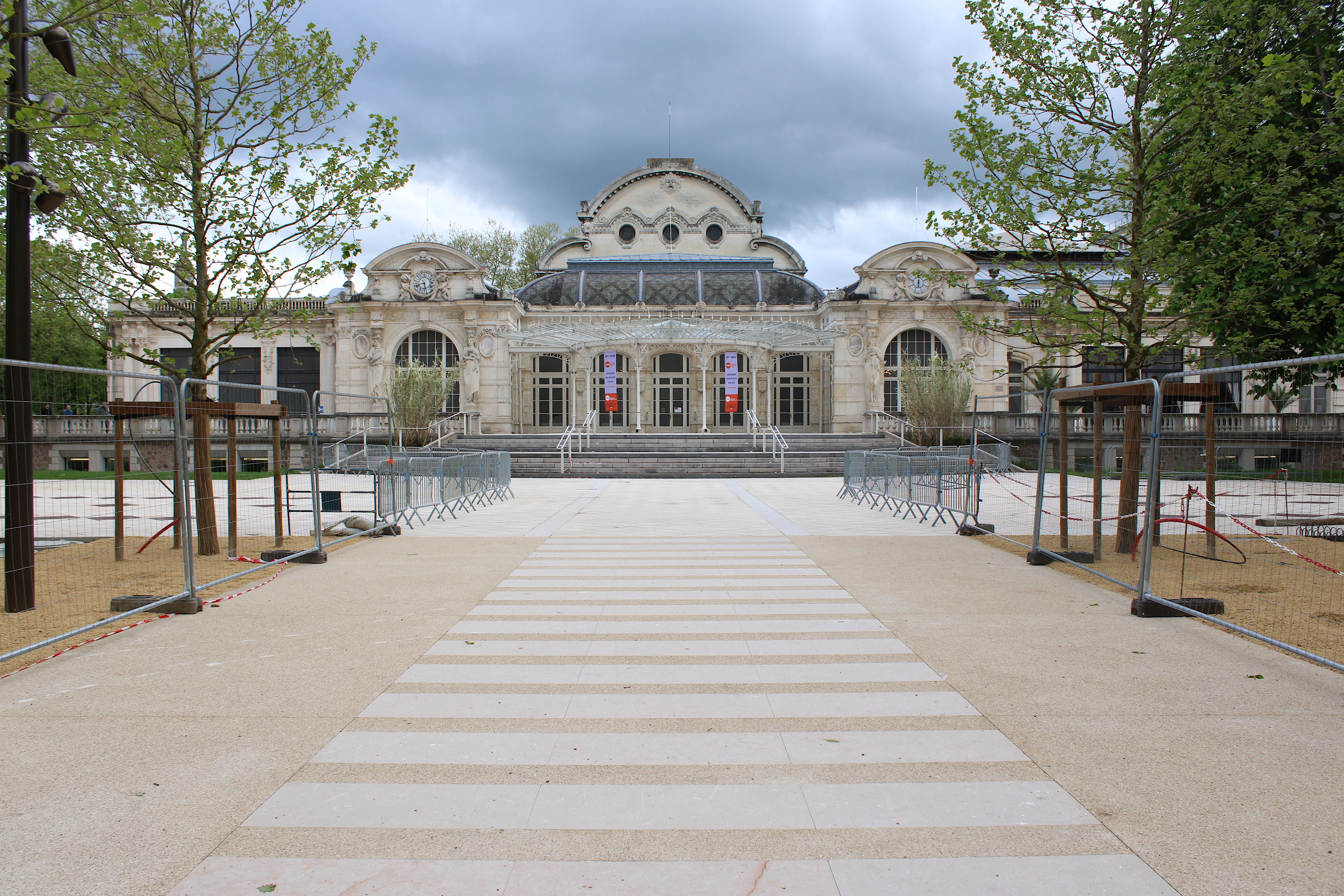
Façade et marquise.
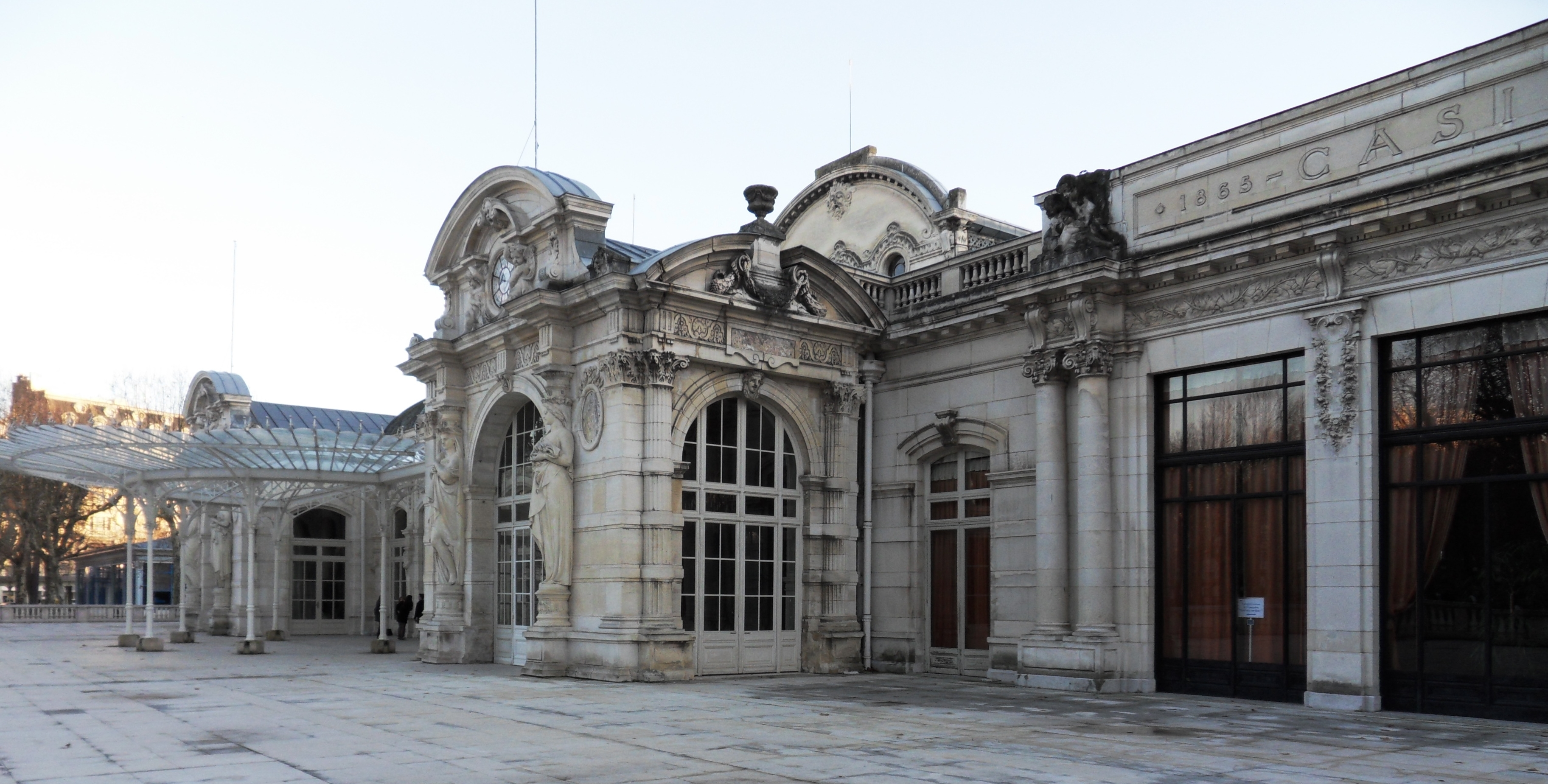
Façade.
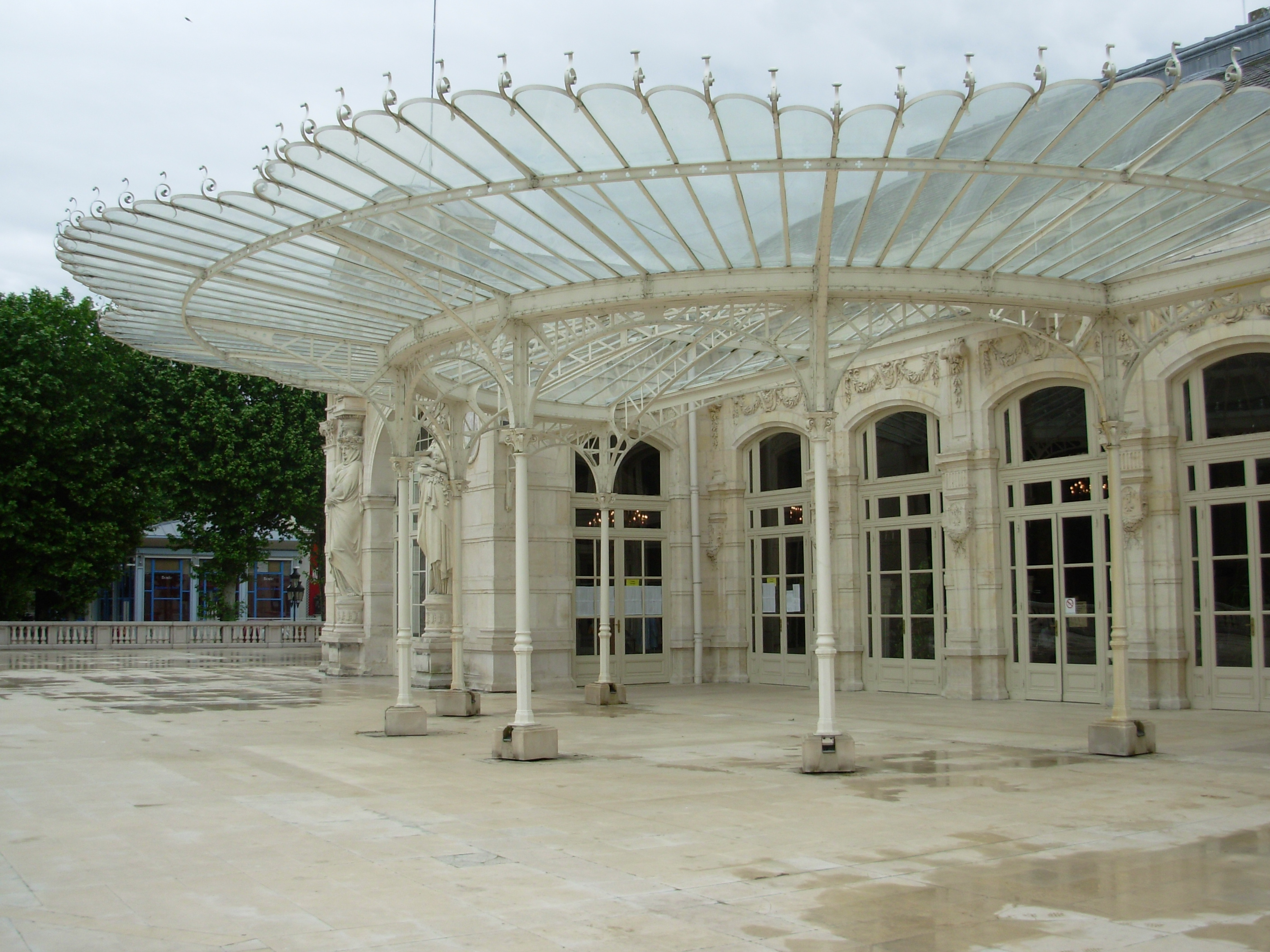
Marquise.
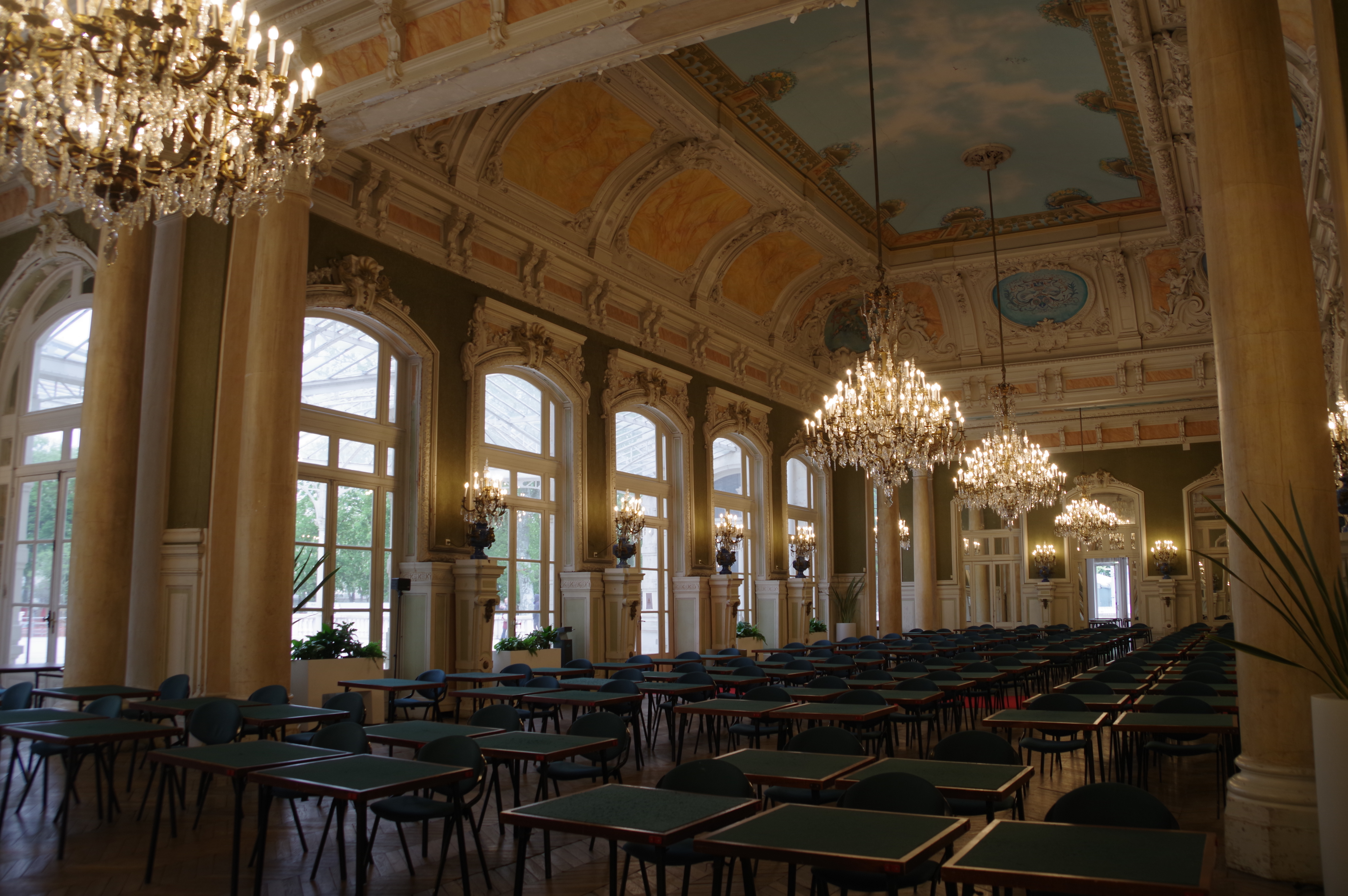
Salon Napoléon III.
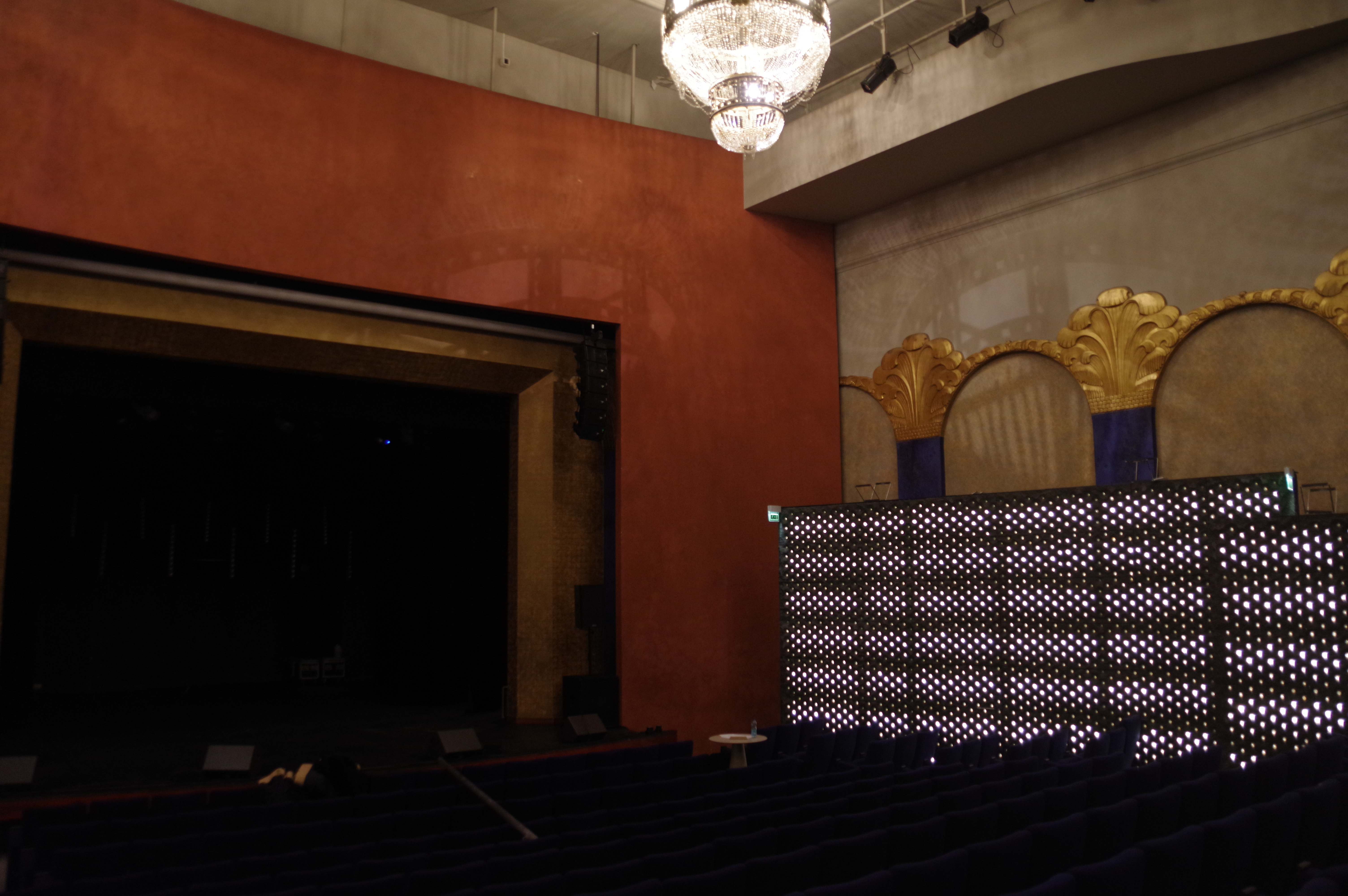
Auditorium Eugénie.
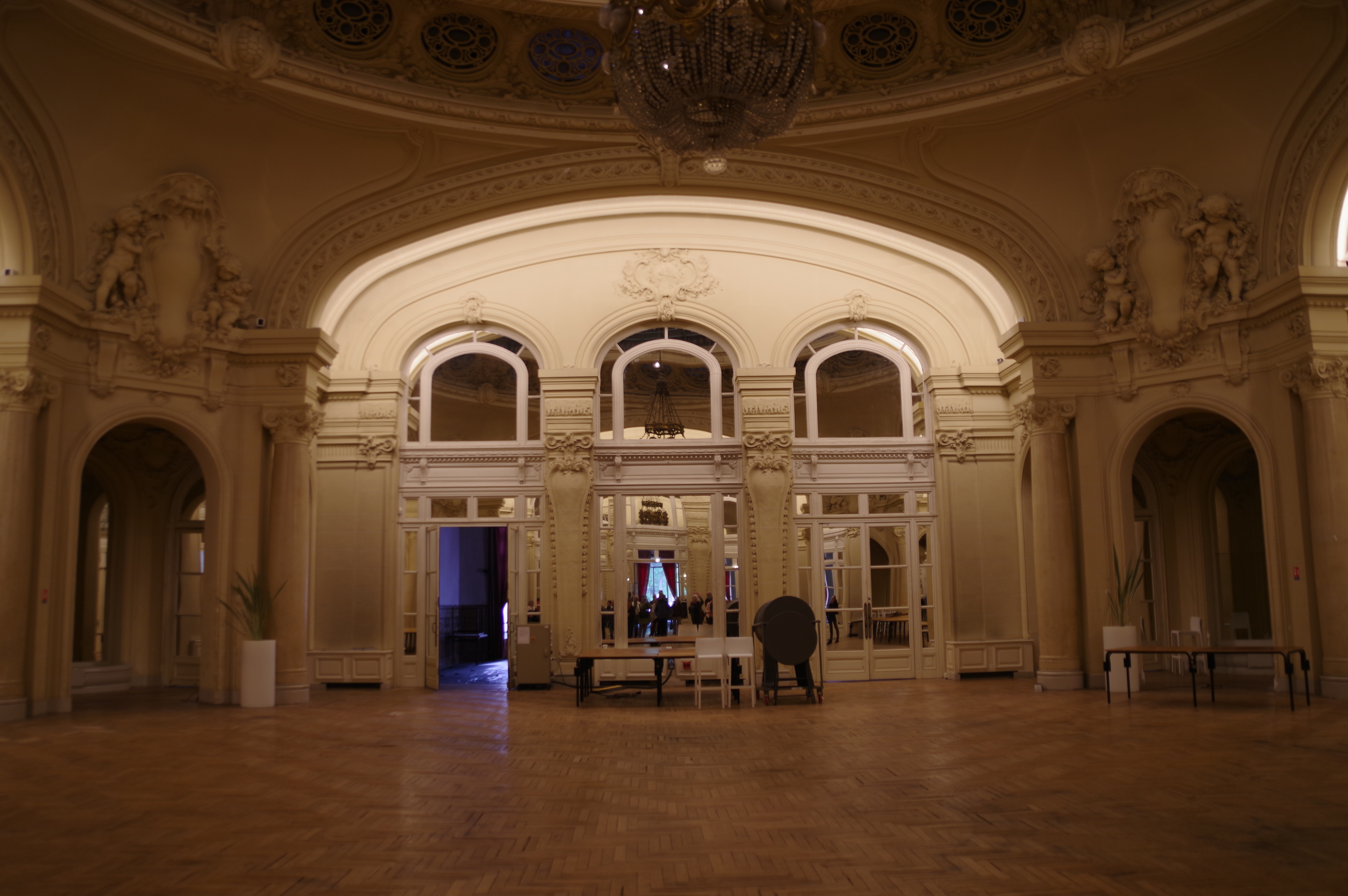
Salon Berlioz.

## Musée de l'Opéra

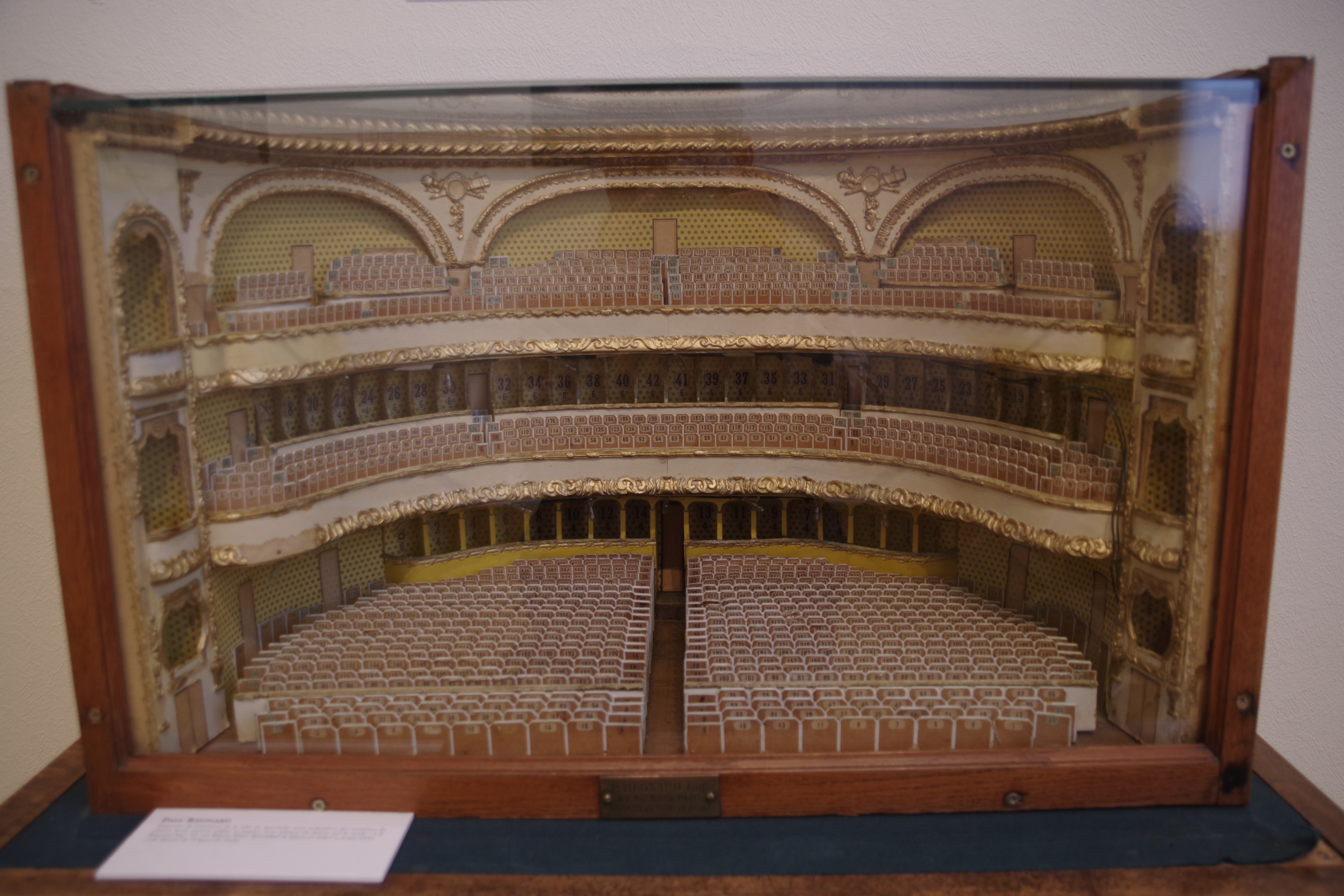
Maquette de la salle de l'opéra, dans le musée.

Le musée de l'Opéra de Vichy conserve les archives de l'opéra ainsi que les collections de partitions, de décors et de costumes. Il a été créé en 2002 grâce à la fondation Noëlle et Gabriel Péronnet. Le musée, seul de son genre en dehors de l'Île-de-France, propose chaque année une exposition thématique différente. Il accueille également de nombreux étudiants et chercheurs dans le cadre de son centre d'études et de recherches.
Le musée met un accent particulier sur la sensibilisation des publics scolaires. Les enseignants, éducateurs et responsables pédagogiques sont les bienvenus afin de réaliser leurs projets artistiques et culturels. Les actions pédagogiques permettent la découverte des archives du musée, la visite des expositions et la salle de l'Opéra ; elles permettent également à ces jeunes publics d'assister à des représentations ou à des répétitions générales. Dans une démarche de médiation culturelle auprès des jeunes publics, l'accès à l'Opéra est gratuit pour les moins de 12 ans et des tarifs réduits sont proposés, notamment aux étudiants.

## Direction
De 1990 à 2017, Diane Polya-Zeitline était la directrice de l'Opéra de Vichy. Martin Kubich lui succède en octobre 2017 ; il est également directeur artistique du centre culturel Valery-Larbaud et de sa salle d'exposition — réunis depuis le 1er janvier 2019 dans l'établissement public de coopération culturelle Vichy Culture — ainsi que de la médiathèque.

## Genres et spectacles
Les spectacles sont de genres variés : opéra, chanson, humour, concert-déjeuner, danse, spectacle musical, duo, ballet, concert.
Environ une vingtaine de spectacles sont proposés par saison. En septembre et octobre, certains spectacles entrent dans le cadre des Rencontres Lyriques Européennes, créées en 2004.

## Événements
Plusieurs événements se déroulent au palais des congrès et à l'opéra de Vichy.
Depuis 1975, Vichy accueille un festival de Scrabble.
Les Grandes Rencontres, créées en 2010 par Philippe Lapousterle, ancien rédacteur en chef de la radio RMC et à l'initiative de Claude Malhuret, maire de Vichy, réunissent des journalistes, écrivains ou philosophes pour évoquer des sujets d'actualité afin de comprendre le monde.
Depuis 2018, la ville de Vichy organise un festival des jeux. Il accueille d'abord les professionnels du monde du jeu de société, pour présenter les nouveautés et les prototypes, puis le public, pour tester les jeux dans les salles du palais des congrès et à l'extérieur. Le festival accueille 1 400 professionnels et attire près de 10 000 personnes.